# Wilmar Sabaß
Wilmar Sabaß, auch Sabass (* 4. Dezember 1902 in Siemianowitz; † 15. April 1980) war ein deutscher Ingenieur und Politiker (CDU).

## Leben und Beruf
Nach dem Schulbesuch studierte Sabaß von 1922 bis 1927 das Bergfach an der Technischen Hochschule Berlin. Während seines Studiums unternahm er Auslandsreisen nach England, Italien, Griechenland, der Türkei, der Tschechoslowakei und nach Polen. Er bestand 1927 das Examen als Diplom-Ingenieur, wurde 1930 preußischer Bergassessor und war dann bis 1939 Mitglied der Geschäftsführung des Oberschlesischen Berg- und Hüttenmännischen Vereins in Gleiwitz. Im Anschluss arbeitete er in Berufsverbänden. Von 1939 bis 1942 war er als Oberbergwerksdirektor in Kattowitz tätig. Anschließend war er bis zum Ende des Zweiten Weltkrieges Bergwerksdirektor.
Sabaß siedelte als Heimatvertriebener nach Westdeutschland über und arbeitete 1945/46 als Bergbausachverständiger in München. Er fungierte 1946/47 als deutscher Verbindungsmann zur North German Coal Control in Gelsenkirchen-Buer und war von 1948 bis 1950 Abteilungsleiter bei der Versorgungszentrale des Deutschen Bergbaus in Essen-Heisingen. 1950 übernahm er die Führung der Geschäftsstelle Bonn der Deutschen Kohlenbergbau-Leitung.

## Partei
Sabaß trat in die CDU ein und wurde 1953 zum stellvertretenden Vorsitzenden des CDU-Ortsverbandes Bonn gewählt.

## Abgeordneter
Sabaß war seit 1952 Ratsmitglied der Stadt Bonn. Dem Deutschen Bundestag gehörte er von 1953 bis 1957 an. Er war über die Landesliste Nordrhein-Westfalen ins Parlament eingezogen. Daneben war er von 1955 bis 1957 Mitglied des Europäischen Parlamentes.